# Clavelina oliva
Clavelina oliva är en sjöpungsart som beskrevs av Kott 1990. Clavelina oliva ingår i släktet Clavelina och familjen klungsjöpungar. Inga underarter finns listade i Catalogue of Life.